# Psyche scotica
Psyche scotica är en fjärilsart som beskrevs av Chapman 1900. Psyche scotica ingår i släktet Psyche och familjen säckspinnare. Inga underarter finns listade.